# Црни Питер
„Црни Питер” (енгл. The Adventure of Black Peter) је једна од 56 приповедака о Шерлоку Холмсу које је написао Артур Конан Дојл и шеста је прича у збирки кратких прича Повратак Шерлока Холмса. Објављена је у америчком часопису Collier's у фебруару 1904, као и у британском часопису The Strand Magazine у марту исте године.

## Радња
Форест Роу у Вилду је поприште убиства харпуном, а млади полицијски инспектор Стенли Хопкинс тражи помоћ од Шерлока Холмса, коме се диви. Холмс је већ утврдио да је потребна велика снага и вештина да се човек убије харпуном и прикује у зид иза себе.
Питер Кери, 50-годишња жртва и бивши капетан Морског једнорога из Дандија, који је живео са својом женом и ћерком, имао је репутацију насилника. Кери није спавао у породичној кући, већ у малој колиби коју је саградио нешто даље од куће, чију је унутрашњост уредио да личи на бродску морнарску кабину. Овде је пронађен харпун. Хопкинс није могао да пронађе отиске стопала или друге физичке доказе. Међутим, кеса за дуван од туљанове коже са иницијалима „П.К.” је на лицу места пронађена, пуна јаког бродског дувана. Ово је прилично необично, јер је Питер Кери − или „Црни Питер” како су га људи звали − ретко пушио. Заиста, Хопкинс није нашао лулу у кабини. Кери је пронађен потпуно обучен, што је сугерисало да је очекивао посетиоца, а ту је било и мало рума поред две прљаве чаше. Било је и брендија и вискија, али ниједно од ових пића није дирано. Такође је пронађен нож у корицама код Керијевих ногу; госпођа Кери га је идентификовала као мужевљевог. На месту догађаја пронађена је и мала свеска. Садржи иницијале „Џ. Х. Н.” и датум из 1883. године. На другој страни пише „К. П. Ж.”, што Холмс сматра да значи Канадска пацифичка железница. Први сет иницијала вероватно припада берзанском посреднику, пошто је мала књига пуна онога што се чини да су информације о берзи.
Холмс одлучује да отпрати Хопкинса до Форест Роуа, а по доласку Хопкинс примећује да је неко покушао да провали у Керијеву колибу, али није успео. Након што је прегледао унутрашњост кабине, Холмс по недостатку прашине закључује да је нешто узето са полице, иако провалник није ушао. Украдена ствар је била књига, или можда кутија. Холмс верује да ће провалник вероватно покушати поново, овог пута доневши кориснији алат за посао. Дакле, Холмс, доктор Вотсон и Хопкинс те ноћи чекају провалника и нису разочарани. Он долази, проваљује у колибу и прегледа један од Керијевих старих дневника, псујући када открије да информације које он жели недостају, јер су истргнуте из књиге. Док излази из колибе, Хопкинс га хапси.
Он је Џон Хопли Нелиган — што се поклапа са иницијалима у бележници — син давно несталог, пропалог банкара. Тврди да је гледао Керијеве дневнике да би тестирао своју теорију. Његов отац је нестао са кутијом пуном хартија од вредности након што му је банка пропала. Понео их је на јахти за Норвешку. Он верује да је брод његовог оца можда одведен на север до Северног мора због лошег времена и да је срео Морског једнорога, чији је капетан био Кери. Он верује да је Кери знао нешто о нестанку његовог оца и да је вероватно његовог оца убио човек који је сада и сам постао жртва убиства пошто је траг давно изгубљених хартија од вредности свог оца пратио до Керија. Хопкинс води Нелигана у станицу, иако се Нелиган куне да нема никакве везе са убиством. Холмс верује да је то истина, јер је Нелиган мршав, анемичан човек, тешко способан да убије човека харпуном.
Холмс спашава Нелиган од вешала проналазећи правог убицу на врло необичан начин. Он издаје оглас за харпунаша, представљајући се као поморски капетан по имену Бејзил. За посао се пријављају три кандидата у Улици Бејкер 221б, а један од њих је заиста убица Питера Керија, што потврђује његово име, Патрик Кернс, као и чињеница да је Холмс утврдио да је он некада био Керијев бродски друг. Холмс је такође био сигуран да би убица желео да напусти земљу на неко време. Холмс ставља лисице несвесном Кернсу након чега Кернс признаје. Иако признаје да је убио Керија, он бесно пориче да је то било убиство, тврдећи да је то учинио у самоодбрани. Он је заправо био у Керијевој колиби да изнуди тајни новац од њега. Нелиганов отац је заиста дошао на брод Морски једнорог са својом лименом кутијом пуном хартија од вредности, а Кери га је убио тако што га је бацио преко палубе док је веровао да га нико не гледа, иако је Кернс био сведок догађаја. Док је Кери испрва пристао на исплату, када је Кернс дошао по наплату, ствари су биле другачије. Њих двојица су заједно пили, током чега се Керију помрачило расположење. Када је Кери посегнуо за својим ножем, што је Кернс сматрао претњом, предузео је акцију. Кернс је затим прегледао кутију са хартијама од вредности, али је открио да их је немогуће продати, па је побегао, случајно остављајући кесу са дуваном на столу.
Рум је био још један траг. Холмс је био сигуран да је то, као и чињеница да су бренди и виски неискоришћени, био сигуран знак да је убица био поморац. Нелиган је ослобођен и хартије од вредности му враћене, иако се оне које је Кери продао не могу вратити.

## Историја објављивања
Приповетка је објављена у америчком часопису Collier's 27. фебруара 1904, као и у британском часопису The Strand Magazine у марту исте године. Прича је објављена са шест илустрација Фредерика Дора Стила у часопису Collier's и са седам илустрација Сиднеја Паџета у часопису The Strand Magazine. Уврштена је у збирку кратких прича Повратак Шерлока Холмса, која је објављена у САД у фебруару 1905. и у Великој Британији у марту исте године.

## Адаптације

### Филм и телевизија
Кратки неми филм адаптиран по причи објављен је 1922. године, као део филмског серијала са Еје Норвудом у улози Холмса. Поред њега су глумили Хјуберт Вилис као Вотсон, Теди Арундел као инспектор Хопкинс, Хју Баклер као Патрик Кернс и Фред Пол као капетан Питер Кери.
Прича је прилагођена за серију Шерлок Холмс из 1968. са Питером Кушингом. Епизода је сада изгубљена.
Постоји визуелна референца на причу „Црни Питер” у другој епизоди друге сезоне серије Шерлок, „Баскервилски пси”.
Прва епизода руске ТВ серије Шерлок Холмс из 2013. године, заснована је на овој причи.
У марту 2017, америчка ТВ серија Елементарно користила је причу „Црни Питер” као основу за епизоду под називом „Прича мртваца”. Радња епизоде вођена је потрагом за благом гусара по имену Црни Питер. Жртва убиства (један од трагача) је набодена мачем, а, као и у приповеци, осумњичена по имену Нелиган (у овом случају тинејџерка; накратко је осумњичен и њен отац по имену Џон Нелиган) проглашена је невином због недостатка снаге да набије жртву.

### Радио и аудио драме
Радио-адаптација ове приповетке, коју је драматизовала Едит Мејзер, емитована је 11. маја 1931. као део америчке радио-серије Авантуре Шерлока Холмса, са Ричардом Гордоном у улози Холмса и Лијем Ловелом као др Вотсоном.
Мејзерова је такође адаптирала причу као епизоду америчке радио-серије Нове авантуре Шерлока Холмса, са Бејзилом Ратбоном као Холмсом и Најџелом Брусом као Вотсоном, која је емитована 8. децембра 1940. године. Друга епизода у истој серији адаптирана је према причи Макса Ерлиха и емитована је у октобру 1948. (са Џоном Стенлијем као Холмсом и Венделом Холмсом као Вотсоном).
„Црни Питер” је два пута адаптиран за радио серију из 1952–1969. у којој су глумили Карлтон Хобс као Холмс и Норман Шели као Вотсон. Прва адаптација, коју је драматизовао Алан Вилсон, емитована је у марту 1961. на BBC Light програму, у којој су се појавили Мајкл Тарнер као инспектор Хопкинс и Ерик Вудбурн као Кернс. Друга адаптација, коју је драматизовао Мајкл Хардвик, емитована је у јулу 1969. на станици BBC Radio 2, у којој су глумили Арнолд Питерс као Хопкинс и Хенри Стампер као Кернс.
Адаптација у облику аудио драме објављена је на LP плочи 1970. године, као једна од неколико аудио драма са Робертом Хардијем у улози Холмса и Најџелом Стоком као Вотсоном. Драматизовали су је и продуцирали Мајкл Хардвик (који је такође адаптирао радио-адаптацију из 1969. године) и Моли Хардвик.
„Црни Питер” је драматизован за BBC Radio 4 током 1993. године од стране Дејвида Ештона као део радио серије из 1989–1998. у којој су глумили Клајв Мерисон као Холмс и Мајкл Вилијамс као Вотсон. Поред њих се појавио Алекс Нортон као Кернс.
Прича је 2012. адаптирана као епизода Класичних авантура Шерлока Холмса, серијала у америчкој радио-емисији Imagination Theatre, у којој су глумили Џон Патрик Лоури као Холмс и Лоренс Алберт као Вотсон.

### Остали медији
Frogwares је 2014. објавио видео-игру под називом Sherlock Holmes: Crimes & Punishments, чији први случај „Судбина Црног Питера” адаптира елементе ове приче.